# 12219 Grigor'ev
12219 Grigor'ev è un asteroide della fascia principale. Scoperto nel 1982, presenta un'orbita caratterizzata da un semiasse maggiore pari a 2,2321937 au e da un'eccentricità di 0,1756485, inclinata di 3,29995° rispetto all'eclittica.
L'asteroide è dedicato al russo Michail Grigor'evič Grigor'ev, direttore del cosmodromo di Pleseck.